# Johnny Geurts

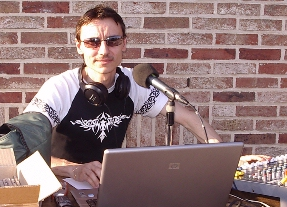
Johnny Geurts

Johnny Geurts (Bilzen, oktober 1967) is een Belgische diskjockey, radiopresentator en journalist.
Geurts presenteert op zijn twaalfde bij enkele kleinere vrije radio's en gaat vanaf 1982 aan de slag bij radiopiraten Radio Atlantis en  Delta Radio en bij de BOS. In 1987 werkt hij een tijd bij de jeugddienst van de NCRV teletekstredactie. In 1989 maakt hij weer radio, onder andere bij  Aktief, Radio Vrij Bilzen, en bij een lokale afdeling van de ketenradio's Radio Contact en TopRadio.
In 2002 verzorgde hij vooral weekendprogramma's op Viva FM, een mini-keten van radiozenders. Op weekdagen tekende hij in 2006 voor de ochtenduren op het regionale station Sport FM. Waar hij de Hotline en Het Zottekot presenteerde.
In 2013 schakelde Viva FM weer over naar TopRadio, Viva FM is nu enkel nog online te beluisteren. Johnny is dus op de dag van vandaag nog te horen op Sport FM, Viva FM, TopRadio en VRW. Johnny Geurts is ook de regionale journalist voor HBVL.